# Berardo Berardi (nobile)
Berardo Berardi, detto Berardo il Francisco per la sua origine franca (Arles, post 910 – Marsica, seconda metà X secolo), fu conte di Marsi, Penne, Rieti e Valva.

## Biografia
Scarse e frammentarie sono le notizie su Berardo Berardi detto "il Francisco". Berardo, noto per aver fondato la casata dei Berardi, conosciuti come Conti dei Marsi, dalla quale discesero poi numerose altre famiglie, le quali, secondo la legge longobarda dell'epoca trassero tutte il nome dal feudo posseduto, era il pronipote diretto dell'imperatore Carlo Magno, come – tra l'altro – ampiamente sostenuto e dimostrato da numerosi storici e genealogisti autorevoli, come Alfano di Salerno, Berardo Candida Gonzaga, Biagio Aldimari, Carlo Borrello, Carlo De Lellis, Cesare d'Engenio Caracciolo, Enrico Bacco, Ferrante della Marra, Filiberto Campanile, Francesco Elio Marchese, Francesco Zazzera, Franco Francesco Zazzara, Giovanni Vincenzo Ciarlanti, Giuseppe Campanile, Giuseppe Recco, Jean-Baptiste de Soliers, Ottavio Beltrano, Scipione Ammirato, Vincenzo Maria Coronelli e il Vurspergense, nonché da alcuni membri della casata stessa, come Leone Marsicano e Teodino dei Marsi. Berardo era nato da Pipino/Linduno dei Carolingi, detto "il Giovane", e dalla contessa Doda dei Marsi, e dal padre aveva ereditato i titoli di conte di Marsi, Penne, Rieti e Valva. La madre Doda era la figlia del conte Berengario, a sua volta figlio di Adalberto, i quali nell'850 erano riusciti ad ottenere l'indipendenza della Contea dei Marsi dal Ducato di Spoleto, ed aveva sposato Pipino/Linduno nel 910. Berardo nacque quindi in data posteriore a questa e trascorse la propria giovinezza nel Regno di Borgogna insieme al conte Azzo dei Marsi (o di Borgogna), suo zio, fratello della madre, giungendo in Italia con questi nel 920, al seguito di Ugo di Provenza, duca di Aquitania e conte di Arles, col quale era imparentato, quest'ultimo chiamato dal papa Giovanni X a prendere il posto del sovrano Rodolfo II di Borgogna, scacciato dal popolo italiano. Ugo verrà incoronato re del Regno d'Italia nel 926, mentre Berardo, dal suo canto, si stabilirà in Abruzzo, nella Marsica, territorio che fu governato dagli avi materni, rimanendovi fino alla morte, avvenuta nella seconda metà del X secolo.

## Ascendenza
|                                                 |                     |                      | Genitori             |  |  | Nonni |  |  | Bisnonni          |  |  | Trisnonni                                                                     |  |
|                                                 |                     |                      |                      |  |  |       |  |  | Bernardo d'Italia |  |  | Pipino d'Italia figlio dell'imperatore Carlo Magno e di Ildegarda di Vintzgau |  |
|                                                 |                     |                      |                      |  |  |       |  |  | Bernardo d'Italia |  |  | Pipino d'Italia figlio dell'imperatore Carlo Magno e di Ildegarda di Vintzgau |  |
|                                                 |                     | ?                    |                      |  |  |       |  |  | Bernardo d'Italia |  |  |                                                                               |  |
| Pipino di Vermandois                            |                     |                      |                      |  |  |       |  |  | Bernardo d'Italia |  |  |                                                                               |  |
|                                                 |                     | Cunegonda di Gellone | Heriberto di Gellone |  |  |       |  |  |                   |  |  |                                                                               |  |
|                                                 |                     | Cunegonda di Gellone | Heriberto di Gellone |  |  |       |  |  |                   |  |  |                                                                               |  |
|                                                 |                     | Cunegonda di Gellone | ?                    |  |  |       |  |  |                   |  |  |                                                                               |  |
| Pipino/Linduno dei Carolingi detto "il Giovane" |                     | Cunegonda di Gellone |                      |  |  |       |  |  |                   |  |  |                                                                               |  |
|                                                 |                     | Teodorico Nibelungo  | Nibelungo Nibelungo  |  |  |       |  |  |                   |  |  |                                                                               |  |
|                                                 |                     | Teodorico Nibelungo  | Nibelungo Nibelungo  |  |  |       |  |  |                   |  |  |                                                                               |  |
|                                                 |                     | Teodorico Nibelungo  | ?                    |  |  |       |  |  |                   |  |  |                                                                               |  |
| ? Nibelungo                                     |                     | Teodorico Nibelungo  |                      |  |  |       |  |  |                   |  |  |                                                                               |  |
|                                                 |                     | ?                    | ?                    |  |  |       |  |  |                   |  |  |                                                                               |  |
|                                                 |                     | ?                    | ?                    |  |  |       |  |  |                   |  |  |                                                                               |  |
|                                                 |                     | ?                    | ?                    |  |  |       |  |  |                   |  |  |                                                                               |  |
| Berardo "il Francisco" Berardi                  |                     | ?                    |                      |  |  |       |  |  |                   |  |  |                                                                               |  |
|                                                 | Adalberto dei Marsi | ? dei Marsi          |                      |  |  |       |  |  |                   |  |  |                                                                               |  |
|                                                 | Adalberto dei Marsi | ? dei Marsi          |                      |  |  |       |  |  |                   |  |  |                                                                               |  |
|                                                 | Adalberto dei Marsi | ?                    |                      |  |  |       |  |  |                   |  |  |                                                                               |  |
| Berengario dei Marsi                            | Adalberto dei Marsi |                      |                      |  |  |       |  |  |                   |  |  |                                                                               |  |
|                                                 |                     | ?                    | ?                    |  |  |       |  |  |                   |  |  |                                                                               |  |
|                                                 |                     | ?                    | ?                    |  |  |       |  |  |                   |  |  |                                                                               |  |
|                                                 |                     | ?                    | ?                    |  |  |       |  |  |                   |  |  |                                                                               |  |
| Doda dei Marsi                                  |                     | ?                    |                      |  |  |       |  |  |                   |  |  |                                                                               |  |
|                                                 |                     | ?                    | ?                    |  |  |       |  |  |                   |  |  |                                                                               |  |
|                                                 |                     | ?                    | ?                    |  |  |       |  |  |                   |  |  |                                                                               |  |
|                                                 |                     | ?                    | ?                    |  |  |       |  |  |                   |  |  |                                                                               |  |
| ?                                               |                     | ?                    |                      |  |  |       |  |  |                   |  |  |                                                                               |  |
|                                                 |                     | ?                    | ?                    |  |  |       |  |  |                   |  |  |                                                                               |  |
|                                                 |                     | ?                    | ?                    |  |  |       |  |  |                   |  |  |                                                                               |  |
|                                                 |                     | ?                    | ?                    |  |  |       |  |  |                   |  |  |                                                                               |  |
|                                                 |                     | ?                    |                      |  |  |       |  |  |                   |  |  |                                                                               |  |

## Discendenza
Berardo si sposò con Gemma di Benevento, sorella del principe di Capua Landolfo III, da cui ebbe sei figli e una figlia:
- Rainaldo, primogenito, conte dei Marsi, il quale sposò una dama di nome Gervisa[6];
- Teodino, conte dei Marsi[6];
- Oderisio, barone di Valva, da cui discese la famiglia Valva[6];
- Berardo, conte, morto durante un assedio di Capua svoltosi nel 992 circa[6];
- Alberico, vescovo dei Marsi[6];
- Gualtiero, vescovo dei Marsi[6];
- Romana, ultimogenita, la quale sposò intorno al 930 Andrea da Terni e/o Pietro Castelli, da cui discese, seppur per via non maschile, la famiglia De Ponte[6].